# Astana Pro Team w sezonie 2019
Astana Pro Team w sezonie 2019 – podsumowanie występów zawodowej grupy kolarskiej Astana Pro Team w sezonie 2019, w którym należała ona do dywizji UCI WorldTeams.

## Transfery
Opracowano na podstawie:
| Przybyli           | Przybyli                        | Odeszli             | Odeszli                        |
| Kolarz             | Poprzednia grupa (2018)         | Kolarz              | Nowa grupa (2019)              |
| ------------------ | ------------------------------- | ------------------- | ------------------------------ |
| Ion Izagirre       | Bahrain Merida                  | Andrij Hriwko       | –                              |
| Gorka Izagirre     | Bahrain Merida                  | Tanel Kangert       | EF Education First Pro Cycling |
| Merhawi Kudus      | Team Dimension Data             | Michael Valgren     | Team Dimension Data            |
| Manuele Boaro      | Bahrain Merida                  | Oscar Gatto         | Bora-Hansgrohe                 |
| Davide Ballerini   | Androni Giocattoli-Sidermec     | Siergiej Czerniecki | Caja Rural-Seguros RGA         |
| Wadim Pronski      | Astana City                     | Moreno Moser        | Nippo-Vini Fantini-Faizanè     |
| Jonas Gregaard     | Riwal CeramicSpeed Cycling Team | Jesper Hansen       | Cofidis, Solutions Crédits     |
| Hernando Bohórquez | Manzana Postobón                | Rusłan Tleubajew    | –                              |
| Rodrigo Contreras  | EPM                             | Riccardo Minali     | Israel Cycling Academy         |
| Jurij Natarow      | Astana City                     | Bachtijar Kożatajew | –                              |
| –                  | –                               | Truls Engen Korsæth | –                              |

## Skład
Opracowano na podstawie:
| Skład drużyny 2019                       | Skład drużyny 2019   | Skład drużyny 2019 | Skład drużyny 2019                 |
| Imię i nazwisko                          | Data urodzenia       | Państwo            | Poprzednia grupa                   |
| ---------------------------------------- | -------------------- | ------------------ | ---------------------------------- |
| Davide Ballerini                         | 21 września 1994     | Włochy             | Androni Giocattoli-Sidermec (2018) |
| Pello Bilbao                             | 25 lutego 1990       | Hiszpania          | Caja Rural-Seguros RGA (2016)      |
| Żandos Biżygitow                         | 10 czerwca 1991      | Kazachstan         | Vino 4-ever SKO (2016)             |
| Manuele Boaro                            | 12 marca 1987        | Włochy             | Bahrain-Merida (2018)              |
| Hernando Bohórquez                       | 22 czerwca 1992      | Kolumbia           | Manzana Postobón (2018)            |
| Dario Cataldo                            | 17 marca 1985        | Włochy             | Team Sky (2014)                    |
| Rodrigo Contreras                        | 2 czerwca 1994       | Kolumbia           | EPM (2018)                         |
| Magnus Cort Nielsen                      | 16 stycznia 1993     | Dania              | Orica-Scott (2017)                 |
| Laurens De Vreese                        | 29 września 1988     | Belgia             | Wanty-Groupe Gobert (2014)         |
| Daniił Fominych                          | 28 sierpnia 1991     | Kazachstan         | Astana Continental (2013)          |
| Omar Fraile                              | 17 lipca 1990        | Hiszpania          | Dimension Data (2017)              |
| Jakob Fuglsang                           | 22 marca 1985        | Dania              | RadioShack-Nissan (2012)           |
| Jewgienij Gidicz                         | 19 maja 1996         | Kazachstan         | Vino-Astana Motors (2017)          |
| Jonas Gregaard                           | 30 lipca 1996        | Dania              | Riwal CeramicSpeed (2018)          |
| Dmitrij Gruzdiew                         | 13 marca 1986        | Kazachstan         | Ulan (2008)                        |
| Jan Hirt                                 | 21 stycznia 1991     | Czechy             | CCC Sprandi Polkowice (2017)       |
| Hugo Houle                               | 27 września 1990     | Kanada             | AG2R La Mondiale (2017)            |
| Ion Izagirre                             | 4 lutego 1989        | Hiszpania          | Bahrain-Merida (2018)              |
| Gorka Izagirre                           | 7 października 1987  | Hiszpania          | Bahrain-Merida (2018)              |
| Merhawi Kudus                            | 23 stycznia 1994     | Erytrea            | Dimension Data (2018)              |
| Miguel Ángel López                       | 4 lutego 1994        | Kolumbia           | Lotería de Boyacá (2014)           |
| Aleksiej Łucenko                         | 7 września 1992      | Kazachstan         | Astana Continental (2012)          |
| Jurij Natarow                            | 28 grudnia 1996      | Kazachstan         | Astana City (2018)                 |
| Luis León Sánchez                        | 24 listopada 1983    | Hiszpania          | Caja Rural-Seguros RGA (2014)      |
| Nikita Stalnow                           | 14 września 1991     | Kazachstan         | Astana City (2016)                 |
| Davide Villella                          | 27 czerwca 1991      | Włochy             | Cannondale-Drapac (2017)           |
| Artiom Zacharow                          | 27 października 1991 | Kazachstan         | Seven Rivers (2015)                |
| Andriej Zejc                             | 14 grudnia 1986      | Kazachstan         | Capec (2005)                       |
|                                          |                      |                    |                                    |
| Źródła: ProCyclingStats Cycling Quotient |                      |                    |                                    |

## Zwycięstwa
Opracowano na podstawie:
| Zwycięstwa       | Zwycięstwa                                              | Zwycięstwa | Zwycięstwa       | Zwycięstwa          | Zwycięstwa |
| Data             | Wyścig                                                  | Państwo    | Kategoria        | Zwycięzca           |            |
| ---------------- | ------------------------------------------------------- | ---------- | ---------------- | ------------------- | ---------- |
| 10 lutego 2019   | Volta a la Comunitat Valenciana, klasyfikacja generalna | Hiszpania  | 2.1              | Ion Izagirre        |            |
| 15 lut           | Vuelta a Murcia, 1. etap                                | Hiszpania  | 2.1              | Pello Bilbao        |            |
| 16 lut           | Vuelta a Murcia, 2. etap                                | Hiszpania  | 2.1              | Luis León Sánchez   |            |
| 16 lutego 2019   | Vuelta a Murcia, klasyfikacja generalna                 | Hiszpania  | 2.1              | Luis León Sánchez   |            |
| 17 lut           | Tour of Oman, 2. etap                                   | Oman       | 2.HC             | Aleksiej Łucenko    |            |
| 17 lutego 2019   | Tour Colombia, klasyfikacja generalna                   | Kolumbia   | 2.1              | Miguel Ángel López  |            |
| 17 lutego 2019   | Tour de La Provence, klasyfikacja generalna             | Francja    | 2.1              | Gorka Izagirre      |            |
| 18 lut           | Tour of Oman, 3. etap                                   | Oman       | 2.HC             | Aleksiej Łucenko    |            |
| 20 lut           | Tour of Oman, 5. etap                                   | Oman       | 2.HC             | Aleksiej Łucenko    |            |
| 21 lutego 2019   | Tour of Oman, klasyfikacja generalna                    | Oman       | 2.HC             | Aleksiej Łucenko    |            |
| 24 lutego 2019   | Vuelta a Andalucía, klasyfikacja generalna              | Hiszpania  | 2.HC             | Jakob Fuglsang      |            |
| 25 lut           | Tour du Rwanda, 2. etap                                 | Rwanda     | 2.1              | Merhawi Kudus       |            |
| 26 lut           | Tour du Rwanda, 3. etap                                 | Rwanda     | 2.1              | Merhawi Kudus       |            |
| 3 marca 2019     | Tour du Rwanda, klasyfikacja generalna                  | Rwanda     | 2.1              | Merhawi Kudus       |            |
| 3 mar            | Tour du Rwanda, 8. etap                                 | Rwanda     | 2.1              | Rodrigo Contreras   |            |
| 13 mar           | Paryż-Nicea, 4. etap                                    | Francja    | 2.UWT            | Magnus Cort Nielsen |            |
| 16 mar           | Tirreno-Adriático, 4. etap                              | Włochy     | 2.UWT            | Aleksiej Łucenko    |            |
| 17 mar           | Tirreno-Adriático, 5. etap                              | Włochy     | 2.UWT            | Jakob Fuglsang      |            |
| 17 mar           | Paryż-Nicea, 8. etap                                    | Francja    | 2.UWT            | Ion Izagirre        |            |
| 28 mar           | Volta Ciclista a Catalunya, 4. etap                     | Hiszpania  | 2.UWT            | Miguel Ángel López  |            |
| 31 marca 2019    | Volta Ciclista a Catalunya, klasyfikacja generalna      | Hiszpania  | 2.UWT            | Miguel Ángel López  |            |
| 13 kwietnia 2019 | Vuelta al País Vasco, klasyfikacja generalna            | Hiszpania  | 2.UWT            | Ion Izagirre        |            |
| 28 kwi           | Liège-Bastogne-Liège                                    | Belgia     | 1.UWT            | Jakob Fuglsang      |            |
| 17 maj           | Giro d'Italia, 7. etap                                  | Włochy     | 2.UWT            | Pello Bilbao        |            |
| 26 maj           | Giro d'Italia, 15. etap                                 | Włochy     | 2.UWT            | Dario Cataldo       |            |
| 1 cze            | Giro d'Italia, 20. etap                                 | Włochy     | 2.UWT            | Pello Bilbao        |            |
| 16 cze           | Tour de Suisse, 2. etap                                 | Szwajcaria | 2.UWT            | Luis León Sánchez   |            |
| 16 czerwca 2019  | Critérium du Dauphiné, klasyfikacja generalna           | Francja    | 2.UWT            | Jakob Fuglsang      |            |
| 23 cze           | Igrzyska europejskie – start wspólny                    | Białoruś   | Davide Ballerini |                     |            |
| 26 cze           | Mistrzostwa Kazachstanu – jazda indywidualna na czas    | Kazachstan | CN               | Aleksiej Łucenko    |            |
| 30 cze           | Mistrzostwa Kazachstanu – start wspólny                 | Kazachstan | CN               | Aleksiej Łucenko    |            |
| 18 sierpnia 2019 | Arctic Race of Norway, klasyfikacja generalna           | Norwegia   | 2.HC             | Aleksiej Łucenko    |            |
| 24 sie           | Vuelta a España, 1. etap                                | Hiszpania  | 2.UWT            | Astana              |            |
| 31 sierpnia 2019 | Tour of Almaty, klasyfikacja generalna                  | Kazachstan | 2.1              | Jurij Natarow       |            |
| 9 wrz            | Vuelta a España, 16. etap                               | Hiszpania  | 2.UWT            | Jakob Fuglsang      |            |
| 19 wrz           | Coppa Sabatini                                          | Włochy     | 1.1              | Aleksiej Łucenko    |            |
| 21 wrz           | Memorial Marco Pantani                                  | Włochy     | 1.1              | Aleksiej Łucenko    |            |
| 3 paź            | Tour of Croatia, 3. etap                                | Chorwacja  | 2.1              | Jewgienij Gidicz    |            |

## Ranking UCI
Astana Pro Team sezon 2019 zakończyła na 5. pozycji w rankingu drużynowym UCI, a indywidualnie jej najlepszym zawodnikiem w sezonie 2019 był Jakob Fuglsang, który w rankingu UCI zajął 3. miejsce z dorobkiem 3472,5 punktu.
| Ranking UCI | Ranking UCI         | Ranking UCI | Ranking UCI |
| Kolarz      | Kolarz              | Państwo     | Punkty      |
| ----------- | ------------------- | ----------- | ----------- |
| 3.          | Jakob Fuglsang      | Dania       | 3472.5 pkt  |
| 22.         | Aleksiej Łucenko    | Kazachstan  | 1688 pkt    |
| 29.         | Miguel Ángel López  | Kolumbia    | 1450.5 pkt  |
| 62.         | Ion Izagirre        | Hiszpania   | 1005.5 pkt  |
| 67.         | Luis León Sánchez   | Hiszpania   | 984.5 pkt   |
| 105.        | Gorka Izagirre      | Hiszpania   | 685.5 pkt   |
| 117.        | Merhawi Kudus       | Erytrea     | 636 pkt     |
| 120.        | Pello Bilbao        | Hiszpania   | 634 pkt     |
| 143.        | Davide Ballerini    | Włochy      | 521 pkt     |
| 198.        | Davide Villella     | Włochy      | 397 pkt     |
| 201.        | Jan Hirt            | Czechy      | 394 pkt     |
| 213.        | Jewgienij Gidicz    | Kazachstan  | 362.67 pkt  |
| 333.        | Wadim Pronski       | Kazachstan  | 250 pkt     |
| 366.        | Dmitrij Gruzdiew    | Kazachstan  | 226.67 pkt  |
| 368.        | Daniił Fominych     | Kazachstan  | 225.67 pkt  |
| 415.        | Dario Cataldo       | Włochy      | 205.5 pkt   |
| 436.        | Żandos Biżygitow    | Kazachstan  | 196.67 pkt  |
| 447.        | Hugo Houle          | Kanada      | 192 pkt     |
| 468.        | Magnus Cort Nielsen | Dania       | 181 pkt     |
| 528.        | Andriej Zejc        | Kazachstan  | 159 pkt     |
| 554.        | Jurij Natarow       | Kazachstan  | 150.67 pkt  |
| 728.        | Omar Fraile         | Hiszpania   | 106.5 pkt   |
| 819.        | Rodrigo Contreras   | Kolumbia    | 91 pkt      |
| 869.        | Laurens De Vreese   | Belgia      | 83 pkt      |
| 958.        | Artiom Zacharow     | Kazachstan  | 71.67 pkt   |
| 1123.       | Jonas Gregaard      | Dania       | 57 pkt      |
| 1617.       | Manuele Boaro       | Włochy      | 25.5 pkt    |
| 2951.       | Nikita Stalnow      | Kazachstan  | 3 pkt       |
| 3003.       | Hernando Bohórquez  | Kolumbia    | 3 pkt       |